# Palace (banda)
Palace es una banda británica de rock alternativo formado en Londres en septiembre de 2012. Actualmente está integrada por Leo Wyndham (vocalista, guitarra), Rupert Turner (guitarra) y Matt Hodges (batería).

## Historia

### 2012–2016: Inicios y primer álbum
En 2012, Leo Wyndham, Rupert Turner, Will Dorey y Matt Hodges formaron un cuarteto, todos ellos estando previamente en la misma escuela. Originalmente, estuvieron realizando jam sessions en un pequeño estudio ubicado en Camden Town, donde el hermano menor de Leo, Wilby Wyndham, era el bajista inicial y la persona que nombró a la banda como Palace. Optando por cambiar de lugar, establecieron un cuarto de ensayos ubicado en Tottenham, North London, donde pasaban sus ratos libres. Citando la flexibilidad y comodidad del lugar, las sesiones fueron fluyendo lentamente, siendo reflejado en su música.
El depósito de municiones abandonado fue nombrado 'The Arch', decidiendo grabar y producir su primer EP. Con la publicación de «Veins», lograron la atención de la revista musical Clash, describiéndolo como un «sonido espectral y disperso». Meses después, fueron elegidos de manera sorpresiva por el cantante Jamie T para su presentación de regreso. Su EP debut, Lost in the Night, fue publicado el 20 de octubre de 2014 a través de Beatnik Creative, junto a un vídeo promocional de «Bitter». Otras canciones, como «I Want What You Got», fue su primera canción realizada como banda, cuya melodía de guitarra fue comparada con las canciones sureñas de Alabama Shakes y Kings of Leon.
Decidiendo no apresurar la publicación de un álbum de estudio, estrenaron el sencillo promocional «Kiloran», como parte de su segundo EP Chase the Light. El material fue descrito como «una representación de nuestra progresión musical», mientras que la publicación estuvo a cargo de Fiction Records, firmando con el sello. En junio de 2016, fue anunciado que su álbum de estudio debut, So Long Forever, sería publicado en noviembre del mismo año. Producido por Adam Jaffey en Hackney, el extenso proceso de afinar las canciones finales fue vital para el sonido de las canciones, según palabras de Wyndham. Por su parte, Matt Hodges destaca que las grabaciones habían concluido en abril, estando impaciente por la publicación definitiva.

### 2017–2019:Life After
Luego de concluir su gira promocional, anunciaron una serie de conciertos como extensión para abril de 2017. Luego de concluir la gira promocional y fechas contractuales por So Long Forever, el bajista Will Dorey decidió dejar la banda en octubre. Entre sus razones para dejar la agrupación fue su desinterés por las presentaciones en directo, intentar mantener algo de anonimato y priorizar la música de su proyecto alterno, Skinshape.
Ahora como power trio, Wyndham estuvo componiendo canciones en diciembre, mientras que la producción musical fue dividida por Catherine Marks y Luke Smith en la mayoría de 2018. En noviembre, estrenaron «Heaven Up There», con anuncios de una gira para inicios de 2019. Su segundo álbum de estudio, Life After, fue descrito por Wyndham por retratar sus experiencias personales, aspectos como la pérdida, tanto como la muerte o el quiebre de relaciones románticas, y manteniendo un sentido de esperanza.

### 2020–presente:Shoals
A comienzos de 2020, publicaron el EP The Hoxa Sessions, con versiones acústicas de canciones previas. Con los eventos por COVID-19, estrenaron Someday, Somewhere de manera limitada. Los planes para realizar su tercer álbum fueron lentas, siendo realizadas de manera separada. Shoals contiene letras tratando sobre las tribulaciones de la vida, con Wyndham expresando: “más que callar todo, creo que tuve que confrontarme; para mí, de eso se trata [el álbum]”.

## Estilo e influencias
Los miembros se han descrito como «una banda alternativa de blues-rock con un sonido atmosférico y relajado». El vocalista y guitarrista Leo Wyndham describe que en sus inicios, compró un pedal reverb y usando como puntos de referencia a Jeff Buckley y Wu Lyf, sentaron las bases para Palace. En múltiples ocasiones, su música ha sido comparada con The Maccabees y Foals, notando que a pesar de ser fanáticos de ambas agrupaciones, consideran tener otras influencias más palpables.
El baterista Matt Hodges ha desglosado las influencias individuales, con el exbajista Will Dorey siendo un gran fanático del reggae, el guitarrista Rupert Turner con bandas prog/psicodélicas como King Crimson, Pink Floyd y Yes, mientras que sus otros gustos en común incluyen a Van Morrison, Tame Impala, Pond y King Krule, además de los mencionados Jeff Buckley y Wu Lyf.

## Miembros
- Leo Wyndham – voz principal, guitarra (2012-presente)
- Rupert Turner – guitarra (2012-presente)
- Matt Hodges – batería (2012-presente)

Miembros anteriores
- Will Dorey – bajo (2012-2017)

## Discografía
Álbumes de estudio
- 2016: So Long Forever
- 2019: Life After
- 2022: Shoals
- 2024: Ultrasound

EPs
- 2014: Lost in the Night
- 2015: Chase the Light
- 2017: Acoustic Tracks from the Arch
- 2020: The Hoxa Sessions
- 2020: Someday, Somewhere
- 2023: Part I - When Everything Was Lost
- 2023: Part II - Nightmares & Ice Cream
- 2025: Greyhound